# Chiến Thắng (diễn viên)
Nguyễn Chiến Thắng (sinh ngày 14 tháng 7 năm 1975) là một nam nghệ sĩ hài người Việt Nam.
Anh được biết đến với vai Nhật Tinh Ngao trong loạt phim hài Làng ế vợ.

## Tiểu sử
Sinh trưởng trong một gia đình nghèo ở thành phố Phúc Yên, tỉnh Vĩnh Phúc, ngay từ nhỏ Chiến Thắng đã phải làm thuê để kiếm tiền giúp đỡ gia đình như: hồi lớp 6 thì bán kem rong, hồi học cấp ba và nghỉ hè đại học thì gánh gạch thuê. Còn khi ở Hà Nội ôn thi và học đại học thì anh xin làm đá ốp lát, khắc bia mộ, nặn tượng và vẽ tranh.
Sau 2 năm đi thi đại học đều trượt mặc dù điểm năng khiếu rất cao, chán nản, Chiến Thắng viết đơn tình nguyện nhập ngũ, trở thành lính biên phòng tại tỉnh Hà Giang. Sau này, anh theo học chuyên ngành thanh nhạc tại Trường Cao đẳng Văn hóa - Nghệ thuật Quân đội (nay là Trường Đại học Văn hóa - Nghệ thuật Quân đội) và đến năm 1998 thì tốt nghiệp ra trường.

## Sự nghiệp

### Hài kịch
- 2001, tên tuổi của Chiến Thắng bắt đầu được khán giả biết đến khi anh được nhận vào ê-kíp sản xuất chương trình Gặp nhau cuối tuần của Đài Truyền hình Việt Nam (VTV). Khi chương trình Gặp nhau cuối tuần bị ngừng sản xuất vào năm 2006 thì Chiến Thắng tiếp tục đi theo con đường hài kịch bằng việc tham gia diễn xuất trong chuyên mục Góc cười của Đài truyền hình Kỹ thuật số VTC và chuyển sang hoạt động tự do nhiều hơn.
- 2003, trong năm đầu tiên Gala Cười ra mắt, Chiến Thắng cùng hai nghệ sĩ Công Lý và Hiệp gà tham dự Gala Cười 2003 với tiểu phẩm "Thử lòng".
- 2007, anh được tham gia Gặp nhau cuối năm.
- 2014
  - Vào dịp cận Tết Giáp Ngọ, Chiến Thắng đóng vai Nam Tào trong chương trình Táo quân của VTC.[3][note 1]
  - Anh đóng vai Nhật Tinh Ngao trong loạt phim hài Làng ế vợ từ 2014 cho đến nay.
- 2025, Chiến Thắng trở lại chương trình Gặp nhau cuối tuần.

### Âm nhạc
Năm 2013, Chiến Thắng phát hành album ca nhạc hài Cho vừa lòng em bao gồm 7 ca khúc, tuyển chọn từ những ca khúc anh được công chúng yêu mến trong những chuyến biểu diễn trên khắp mọi miền Tổ quốc.

### Phim

#### Phim truyền hình
| Năm  | Phim                   | Vai diễn | Đạo diễn                            |
| ---- | ---------------------- | -------- | ----------------------------------- |
| 2008 | Gió làng Kình          | Ưởng     | NSND Nguyễn Hữu Phần, Bùi Thọ Thịnh |
| 2010 | Giao thừa đón lộc vàng |          | NSƯT Nguyễn Danh Dũng               |
| 2013 | Trò đời                | Văn Minh | NSND Phạm Nhuệ Giang                |

### Chương trình truyền hình
| Ơn giời cậu đây rồi | Ơn giời cậu đây rồi | Ơn giời cậu đây rồi  | Ơn giời cậu đây rồi | Ơn giời cậu đây rồi |
| Mùa                 | Tập                 | Ngày phát sóng       | Trưởng phòng        | Ghi chú             |
| ------------------- | ------------------- | -------------------- | ------------------- | ------------------- |
| 1                   | 2                   | 18 tháng 10 năm 2014 | Trấn Thành          | Đoạt cúp            |
| 1                   | 12                  | 27 tháng 12 năm 2014 | Trường Giang        |                     |
| 2                   | 13                  | 23 tháng 1 năm 2016  | Việt Hương          |                     |

| Ký ức vui vẻ | Ký ức vui vẻ | Ký ức vui vẻ       | Ký ức vui vẻ | Ký ức vui vẻ | Ký ức vui vẻ |
| Mùa          | Tập          | Ngày phát sóng     | Thập niên    | Đội trưởng   | Ghi chú      |
| ------------ | ------------ | ------------------ | ------------ | ------------ | ------------ |
| 1            | 6            | 1 tháng 2 năm 2019 | 80           | Tự Long      | Đoạt cúp     |

## Đời tư
Anh có một con trai với người vợ đầu (chưa rõ là ai và kết hôn năm nào). Năm 1994, Chiến Thắng kết hôn với bạn thân hàng xóm là Nguyễn Thanh Tám và có thêm một con gái. Cả hai ly dị tháng 6 năm 2015 do không hợp nhau. Hiện anh đã kết hôn lần ba với bà xã Thu Ngọc kém anh 15 tuổi và có hai con chung, một trai một gái.